# 台灣灰頭灰雀
台灣灰頭灰雀（学名：Pyrrhula owstoni），是雀科灰雀属的鸟类，僅分布在台灣。曾被認為是灰頭灰雀之一亞種，2020年經DNA分析，鑑定出為台灣特有種，於更新世從灰頭灰雀分支出來，並在2021年由IOC確認為一獨立種，進一步獲得其他分類系統的承認，
因為台灣灰鷽的臉部有黑色三角斑，台灣話稱牠為「烏面鳥」。林大利和丁宗蘇在2012年分析多只標本後，更正多年對台灣灰鷽體色的混亂描述：雄鳥的背、喉、胸及覆羽為鼠灰色，雌鳥則為淡褐色。台灣灰鷽的體長約15 cm，翼長在80 mm左右，尾長則介於60-70 mm；食物以植物種子和昆蟲為主；常見成對或成群活動。
1907年，Rothschild 和 E.Hartert共同發表台灣灰鷽為新種，模式標本採自阿里山；當時把灰鷽和褐鷽弄混，曾經一度有3種台灣產的「鷽」被命名，分別是：P. owstoni （Rothschild W, Hartert E., 1907）、P. arizanica（Ogilvie-Grant, 1912）、P. uchidai（黑田長禮，1916），直到1935年山階芳磨發表的文獻，才塵埃落定。